# Macrocentrus infuscatus
Macrocentrus infuscatus är en stekelart som beskrevs av Van Achterberg 1993. Macrocentrus infuscatus ingår i släktet Macrocentrus och familjen bracksteklar. Inga underarter finns listade i Catalogue of Life.